# 연방 총리실 (베를린)

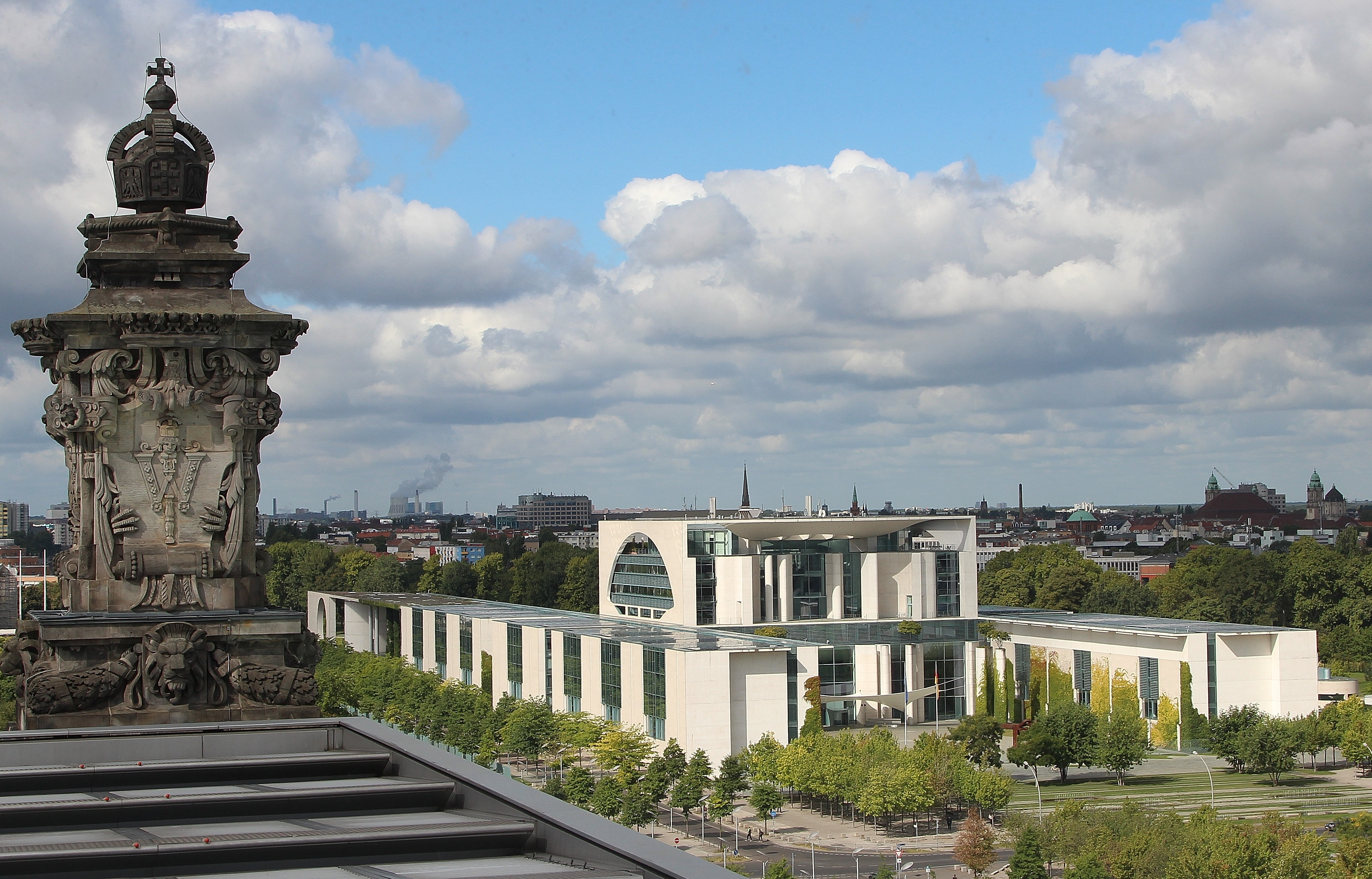
독일 연방 총리실

연방 총리실(Federal Chancellery)은 독일의 청와대, 백악관이다. 연방 총리의 집무실과 비서들이 근무하는 관청 건물이며, 숙소인 관저도 같이 있다.

## 역사
1997년 2월 4일 착공해 2001년 5월에 준공했다. 8층 36 m 높이로 지었으며, 국가원수 집무실로는 세계 최대 규모이다. 미국 백악관 보다 8배 넓다.
메르켈 총리는 7층 총리 집무실 바로 위 8층의 아파트형 총리 관저를 전혀 이용하지 않는다. 베를린 페르가몬 박물관 맞은편의 암 쿠퍼그라벤 거리 6번지 건물 5층의 사저를 계속 쓴다.
총리실에서 비서실장실까지는 거리로 15m 안팎. 한 층 아래인 6층에는 각료 회의실이 있다. 5, 6층에는 대연회장, 이민·난민장관실, 문화·언론장관실도 있다. 도청방지 시설이 갖춰진 비상대책회의실은 4층 중간에 있다.
총리실 건물과 하원 의사당의 거리는 500m에 불과하다. 총리 집무실 베란다의 정면에 보인다. 행정부와 입법부가 가까이서 마주 보며 협력해야 한다는 의미를 담았다. 관저 높이는 36m로 의사당(47m)보다 낮다. 행정부가 민의를 대변하는 의회를 존중해야 한다는 뜻이다.
본관 남쪽과 북쪽에 붙어 있는 부속건물까지 합하면 백악관의 8배나 되는 연방총리관저는 이 때문에 콜로세움이라 불리기도 한다.그 외 32석의 규모의 통역부스와 제어실이 있는 국제 회의실, 200여명의 좌석이 준비된 기자회견실과 정보실, 본관에는 7층(한국식으로는 8층) 총리 집무실과 8층 총리아파트를 비롯해 450여 명의 비서와 보좌진의 근무공간이 한 지붕 아래에 모여 있다.
앙겔라 메르켈 총리 집무실에서 비서실까지는 15걸음밖에 되지 않으며, 관저에서 하원의사당(라이히스타크)까지는 500m다.

## 같이 보기
- 연방 총리실 (뮌헨)